# أمي ريتشا بريستيفانا
أمي ريتشا بريستيفانا (13 مايو 1992 بسنغافورة - ) هو لاعب كرة قدم سنغافوري في مركز الهجوم. لعب مع نادي غيلانغ إنترناشونال.

## روابط خارجية
- أمي ريتشا بريستيفانا على موقع قاعدة بيانات كرة القدم.إي يو (الإنجليزية)
- أمي ريتشا بريستيفانا على موقع Soccerway.com (الإنجليزية)